# Tôn giáo tại Campuchia
Tôn giáo ở Cambodia (2010)
Phật giáo là tôn giáo chính thức của Campuchia. Khoảng 97% dân số Campuchia theo Phật giáo Nguyên thủy (Theravada), và đây cũng là quốc giáo. Với Hồi giáo, Kitô giáo, và Thuyết vật linh bộ lạc chiếm phần lớn số còn lại. Thiền viện (tu viện Phật giáo) và Tăng già (Sangha), cùng với giáo lý Phật giáo thiết yếu như luân hồi và tích lũy công đức, là trung tâm của đời sống tôn giáo, nhưng tương tác với niềm tin bản địa như vai trò trung tâm của tổ tiên và tinh thần.

## Đạo Phật
Phật giáo đã tồn tại ở Campuchia từ ít nhất là thế kỷ thứ 5 sau Công nguyên, với một số nguồn đưa nguồn gốc của nó bắt đầu vào đầu thế kỷ thứ 3 trước Công nguyên. Phật giáo Nguyên thủy là tôn giáo của Campuchia từ thế kỷ 13 sau Công nguyên (ngoại trừ thời Khmer Đỏ), và hiện nay ước tính là tôn giáo của 97% dân số.

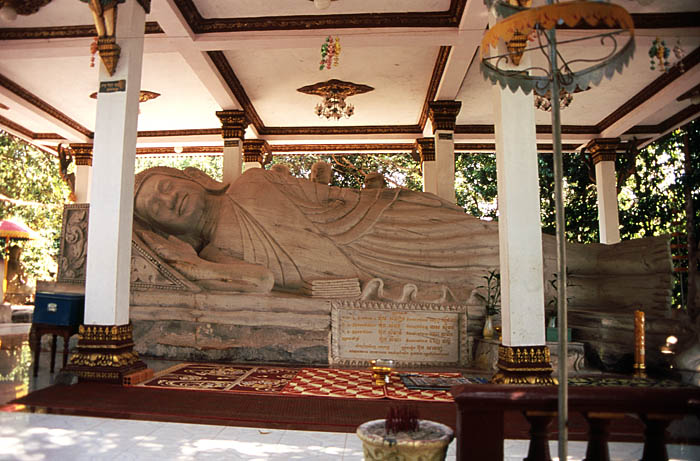
Tượng phật tại một chùa ở Ream

Lịch sử của Phật giáo ở Campuchia kéo dài gần hai ngàn năm, qua một số các vương quốc và đế chế liên tiếp. Phật giáo nhập vào Campuchia qua hai dòng khác nhau. Các hình thức sớm nhất của Phật giáo, cùng với ảnh hưởng Hindu, đã tiến vào vương quốc Phù Nam với các thương gia Hindu. Trong lịch sử sau này, một dòng thứ hai của Phật giáo nhập vào nền văn hoá Khmer trong thời đế chế Angkor khi Campuchia hấp thụ các truyền thống Phật giáo khác nhau của các vương quốc người Môn thuộc Dvaravati và Haripunchai.
Trong 1000 năm đầu tiên của lịch sử Khmer, Campuchia được cai trị bởi một loạt các vị vua Hindu, thỉnh thoảng một vị vua Phật giáo, như Jayavarman I vua của Phù Nam, và Suryavarman I. Một loạt các truyền thống Phật giáo đã cùng tồn tại một cách hòa bình khắp các vùng đất của Cam Bốt, được các vị vua Hindu và các vương quốc Mon-Theravada lân cận bảo trợ khoan dung.

## Hindu giáo

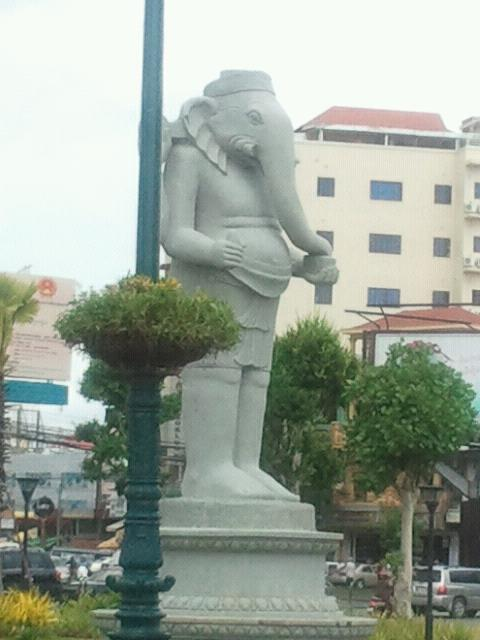
Tượng Ganesha ở Phnôm Pênh

Campuchia lần đầu tiên bị ảnh hưởng bởi đạo Hindu vào đầu Vương quốc Phù Nam. Ấn Độ giáo là một trong những tôn giáo chính thức của Đế quốc Khmer. Campuchia là quê hương của một trong hai đền thờ duy nhất dành cho Brahma trên thế giới. Angkor Wat của Campuchia là ngôi đền Hindu lớn nhất trên thế giới.

## Hồi giáo
Hồi giáo là tôn giáo của đa số người Chăm và người Malay ở Campuchia. Theo Po Dharma, có 150.000 đến 200.000 người Hồi giáo ở Campuchia vào cuối năm 1975 trong khi các tài liệu nghiên cứu của Ben Kiernan lên đến 250.000 . Tuy nhiên, cuộc bức hại dưới thời Khmer Đỏ làm đáng kể số lượng của họ, và vào cuối những năm 1980 họ có lẽ đã không giành lại được sức mạnh cũ. Tất cả người Hồi giáo Chăm là người Hồi giáo Sunni của trường phái Shafi`i. Po Dharma phân chia người Hồi giáo Chăm ở Campuchia thành một chi nhánh truyền thống và một chi nhánh chính thống.
Người Chăm có nhà thờ Hồi giáo riêng của họ. Năm 1962, có khoảng 100 thánh đường Hồi giáo trong nước. Vào cuối thế kỷ XIX, người Hồi giáo ở Campuchia đã thành lập một cộng đồng thống nhất dưới quyền của bốn vị tôn giáo: mupti, tuk kalih, raja kalik, và tvan pake. Hội đồng nhân sĩ ở làng Chăm bao gồm một hakem và một vài katip, bilal, và labi. Bốn quan chức cao cấp và hakem được miễn thuế cá nhân, và họ được mời tham dự các buổi lễ lớn của quốc gia tại triều đình. Khi Campuchia trở thành độc lập, cộng đồng Hồi giáo đã bị đặt dưới sự kiểm soát của một hội đồng gồm năm thành viên đại diện cho cộng đồng trong các chức năng chính thức và liên lạc với các cộng đồng Hồi giáo khác. Mỗi cộng đồng Hồi giáo có một hakem dẫn dắt cộng đồng và nhà thờ Hồi giáo, một imam dẫn dắt lời cầu nguyện, và một người đồng hương kêu gọi các tín hữu cầu nguyện hàng ngày. Bán đảo Chrouy Changvar gần Phnom Penh được coi là trung tâm tâm linh của người Chăm, và một số quan chức cao Hồi giáo cư trú ở đó. Mỗi năm một số người Chăm đi học Koran tại Kelantan ở Malaysia, và một số đi học tập, hoặc hành hương đến Mecca. Theo số liệu từ cuối những năm 1950, khoảng 7 phần trăm người Chăm đã hoàn thành cuộc hành hương và có thể mặc fez hoặc khăn quấn như một dấu hiệu cho sự hoàn thành của họ.

## Kitô giáo
Việc truyền đạo Kitô đầu tiên được biết đến ở Campuchia được tiến hành bởi Gaspar da Cruz, một thành viên Bồ Đào Nha của Dòng Anh Em Giảng Thuyết, trong những năm 1555-1556. Theo tài khoản riêng của ông, hành trình này đã thất bại hoàn toàn; ông tìm thấy đất nước được điều hành bởi một "Brahman" vua và các "Brahman" quan chức, và phát hiện ra rằng "những Brahman này là những người khó khăn nhất để chuyển đổi". Ông cảm thấy rằng không ai dám cải đạo nếu không có sự cho phép của nhà vua, và rời bỏ đất nước trong sự thất vọng, không có "rửa tội cho hơn một người ngoại đạo mà tôi để lại trong mộ".
Mặc dù bị Pháp đô hộ vào thế kỷ 19, Kitô giáo ít ảnh hưởng đến đất nước này. Năm 1972 có khoảng 20.000 Kitô hữu ở Campuchia, phần lớn là Công giáo Rôma. Trước khi người Việt Nam hồi hương vào năm 1970 và 1971, có thể khoảng 62.000 Kitô hữu sống ở Campuchia. Theo thống kê của Vatican, vào năm 1953, các thành viên của Giáo hội Công giáo Rôma ở Campuchia đã lên tới 120.000 người, làm cho thời đó là tôn giáo lớn thứ hai; ước tính cho thấy khoảng 50.000 người Công giáo là người Việt Nam. Nhiều người Công giáo ở lại Campuchia năm 1972 là người châu Âu - chủ yếu là người Pháp; và vẫn còn, trong số những người Công giáo Campuchia là người da trắng và người Âu Á gốc Pháp. Steinberg báo cáo, cũng vào năm 1953, rằng một phái đoàn Mỹ Unitarian duy trì một trường đào tạo giáo viên ở Phnom Penh, và các phái đoàn Baptist hoạt động ở Battambang và Siem Reap. Một sứ mệnh của Cơ đốc giáo và Truyền giáo được thành lập tại Campuchia vào năm 1923; đến năm 1962 sứ mệnh đã chuyển đổi được khoảng 2.000 người.
Hoạt động truyền giáo Tin Lành Hoa Kỳ tăng lên ở Campuchia, đặc biệt là trong số những người dân tộc vùng cao và người Chăm, sau khi thành lập nước Cộng hoà Khmer. Cuộc điều tra dân số năm 1962, báo cáo có 2.000 người Tin lành ở Campuchia, vẫn là thống kê gần đây nhất cho nhóm. Năm 1982, nhà địa lý người Pháp Jean Delvert báo cáo rằng có ba làng Cơ đốc tồn tại ở Campuchia, nhưng ông không cho biết số lượng, địa điểm, hoặc giáo phái nào trong số họ. Các nhà quan sát cho biết vào năm 1980 có nhiều Kitô hữu Khmer hơn trong số những người tị nạn ở các trại ở Thái Lan hơn cả Campuchia trước năm 1970. Kiernan lưu ý rằng, cho đến tháng 6 năm 1980, năm buổi lễ Tin Lành hàng tuần được một mục sư Khmer tổ chức, bị giảm xuống còn một buổi lễ hàng tuần, sau khi bị cảnh sát quấy rối. Ước tính của ông cho thấy vào năm 1987, cộng đồng Kitô hữu ở Campuchia đã bị thu hẹp chỉ còn vài nghìn thành viên.
Các giáo phái Tin Lành khác nhau đã báo cáo mức tăng trưởng rõ rệt từ những năm 1990, và theo một số ước tính hiện tại, Kitô hữu chiếm 2-3% dân số Campuchia.
Có khoảng 20.000 người Công giáo ở Campuchia, chiếm 0,15% tổng dân số. Không có giáo phận, nhưng có ba khu vực pháp lý - một Đại diện Tông Tòa và hai Phủ doãn Tông Tòa. Giáo hội các Thánh hữu Ngày sau của Chúa Giê Su Ky Tô (còn gọi là Giáo hội Mặc Môn) có dân số ngày càng gia tăng ở Campuchia. Chủ tịch Hội thánh, Gordon B. Hinckley, đã chính thức giới thiệu tác phẩm truyền giáo tới Campuchia vào ngày 29 tháng 5 năm 1996. Nhà thờ hiện có 31 giáo đoàn (27 ngôn ngữ Khmer và ba ngôn ngữ tiếng Việt, và một quốc tế).

## Đức tin bản địa
Các nhóm bộ tộc cao nguyên, đa số có hệ thống tôn giáo địa phương, bao gồm khoảng 150.000 người. Người Khmer Loeu được mô tả một cách lỏng lẻo như những người theo thuyết vật linh, nhưng hầu hết các nhóm sắc tộc bản địa đều có thần thánh địa phương của họ. Nói chung, họ nhìn thấy thế giới của họ đầy những linh hồn vô hình (thường được gọi là Dương), một số người nhân từ, những kẻ khác ác độc. Họ kết hợp tinh thần với gạo, đất, nước, lửa, đá, đường đi,.v.v.... Các pháp sư, thầy phù thủy hay chuyên gia trong mỗi làng đều liên hệ với những linh hồn này và chỉ định cách để xoa dịu chúng. Trong thời kỳ khủng hoảng hoặc thay đổi, những hy sinh động vật có thể được thực hiện để xoa dịu cơn giận của các linh hồn (tế thần). Bệnh tật thường được cho là do các ác quỷ hoặc phù thủy. Một số bộ lạc có những người đàn ông y khoa đặc biệt hoặc những pháp sư điều trị bệnh. Ngoài niềm tin vào tinh thần, người dân còn tin vào những điều cấm về nhiều đối tượng hoặc thực hành. Trong số người Khmer Loeu, các nhóm Austronesian (Rhade và Jarai) có một hệ thống phân cấp phát triển tốt về tinh thần với một người cai trị tối cao đứng đầu.

## Đạo Do thái
Có một cộng đồng Do Thái nhỏ ở Campuchia với hơn 100 người. Từ năm 2009, đã có một ngôi nhà Chabad ở Phnom Penh.